# Castelo de Bagrate

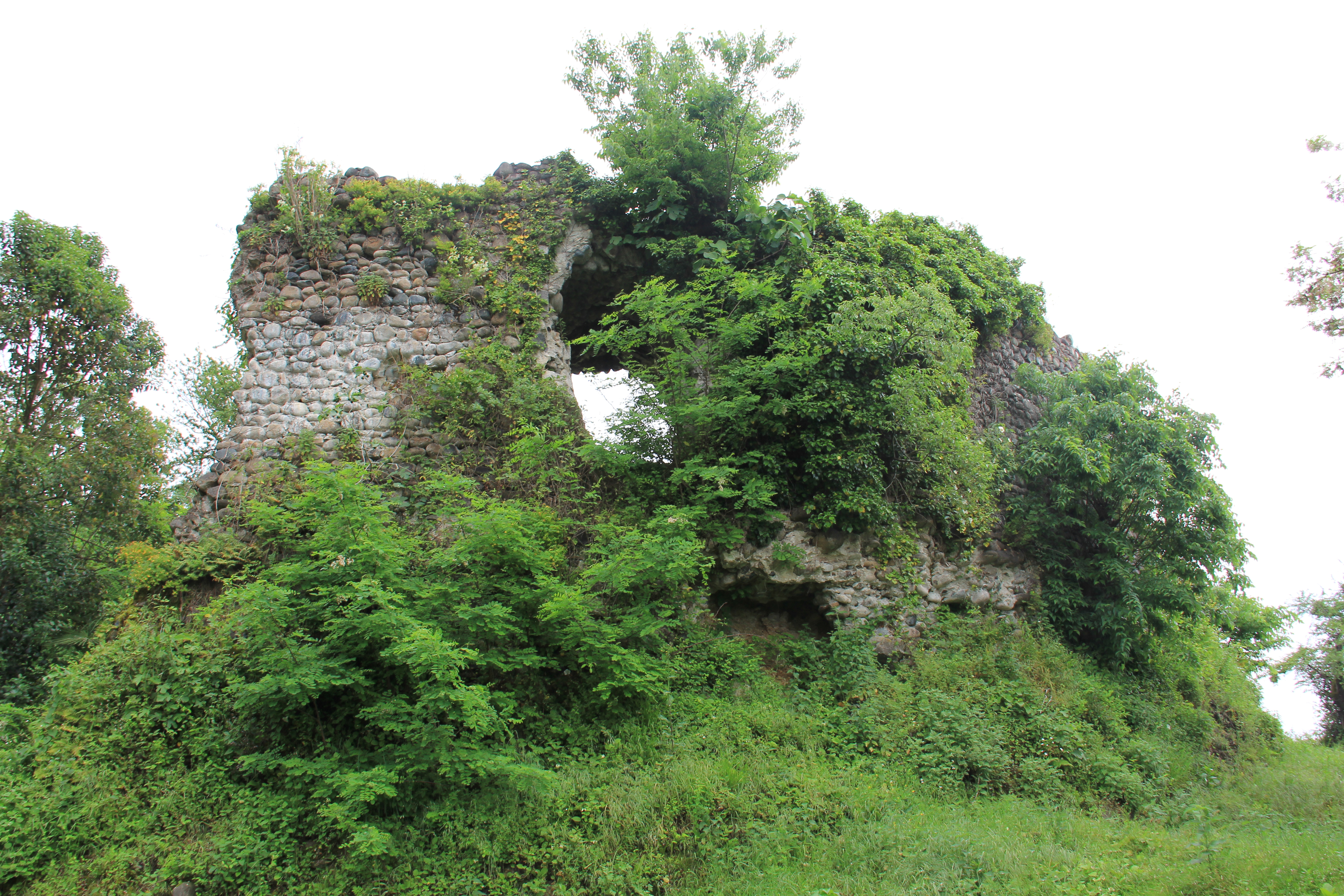
ruínas do Castelo de Bagrate.

O Castelo de Bagrate (ბაგრატის ციხე) é uma fortificação da cidade de Sucumi, capital da Abecásia, uma república autônoma da Geórgia. 
Está situado numa colina, a 500 metros do mar, na zona nordeste da cidade. Deve o seu nome ao rei da Abecásia e, posteriormente, rei da Geórgia Pancrácio III (960-1014). Foi construído para proteger as abordagens do sul da cidade e do porto na foz do rio Vasla, no mar Negro.
A fortaleza era oval e tinha duas entradas - leste e oeste - reforçadas por torres. Apenas as ruínas do castelo, uma vez majestoso, estão preservadas, além de parte das paredes (sua espessura é de até 1,8 metros e sua altura entre 5 e 8 metros) e os restos de uma passagem subterrânea que leva a um fluxo próximo. As paredes estavam cobertas de pedras, mas ao longo do tempo elas foram enegrecidas e cobertas de arbustos e hera.
Em meados do século XX, foram realizadas escavações arqueológicas (nas quais participaram Yuri Vóronov) em que foram encontrados pithoi (vasos grandes), restos de frascos, utensílios de cozinha, facas de ferro, unhas e outros objetos, datados do século XII e XIII. Os ornamentos de vidro, as moedas bizantinas do século XII e os restos esqueletais de animais também foram descobertos.
No castelo há uma vista geral de Sucumi e seus arredores.